# アウグスト・ヴィルヘルム (ブラウンシュヴァイク＝ヴォルフェンビュッテル＝ベーヴェルン公)
ブラウンシュヴァイク＝ヴォルフェンビュッテル＝ベーヴェルン公アウグスト・ヴィルヘルム（ドイツ語: August Wilhelm von Braunschweig-Wolfenbüttel-Bevern、1715年10月10日 - 1781年8月2日）は、ブラウンシュヴァイク＝リューネブルク公の一人、ベーヴェルン公。

## 生涯
1715年、ブラウンシュヴァイク＝ベーヴェルン公エルンスト・フェルディナントとエレオノーレ・シャルロッテ・フォン・ケトラーの間の長男として、ブラウンシュヴァイクで生まれる。1731年にプロイセン王国軍に入隊した後、1739年に歩兵連隊の大佐に昇進。少将としてホーエンフリートベルクの戦いで頭角を現し、1750年に中将に昇進した。ちなみに、プロイセン王フリードリヒ2世の王妃エリーザベト・クリスティーネは同年生まれの従姉妹にあたる。
アウグスト・ヴィルヘルムはフリードリヒ2世配下の士官のうち最も老練で精確に行動する者であった。彼は1756年のロボジッツの戦いでプロイセン軍の一翼を率い、1757年4月21日のライヒェンベルクの戦いでクリスティアン・モーリッツ・フォン・ケーニヒスエッグ＝ローテンフェルス率いるオーストリア軍に勝利した。続くプラハの戦いとコリンの戦い、およびその後のゲルリッツへの撤退でも参戦、同年秋にフリードリヒ2世がフランス軍を迎撃するために移動すると、アウグスト・ヴィルヘルムは残ったプロイセン軍を率いた。
アウグスト・ヴィルヘルムは圧倒的な人数を有する敵軍に対し防御戦をよく戦ったが、モイスの戦いでハンス・カール・フォン・ヴィンターフェルト将軍を失ったことは大きな痛手となった。彼はやがて11月22日のブレスラウの戦いで会戦に持ち込まれて大敗した。翌朝にオーストリア軍の捕虜にされ、1年間囚われた。1759年に歩兵将軍に任命され、1762年8月11日にシュヴァイトニッツを救援しようとするオーストリア軍をライヒェンバッハの戦いで撃破した。フベルトゥスブルク条約の後、アウグスト・ヴィルヘルムは引退してシュテッティンに戻り、1781年に死去した。